# Чернявское (посёлок)
Чернявское (до 1948 — Ляхепелто, фин. Lahepelto) — посёлок в Первомайском сельском поселении Выборгского района Ленинградской области.

## Название
Финское название  Ляхепелто в переводе означает «Ближнее поле».
По постановлению общего собрания колхозников колхоза «имени 1-го мая» зимой 1948 года деревне Ляхепелто было выбрано новое наименование — Заозерье. По неизвестным причинам вскоре оно было изменено на Чернявская, с обоснованием: «В память гвардии лейтенанта Чернявского Ивана Афанасьевича, погибшего на территории Кивеннапского сельсовета». И. А. Чернявский занимал должность заместителя командира батальона по политической части 191-го гвардейского стрелкового полка.
Переименование было закреплено указом Президиума ВС РСФСР от 13 января 1949 года.

## История

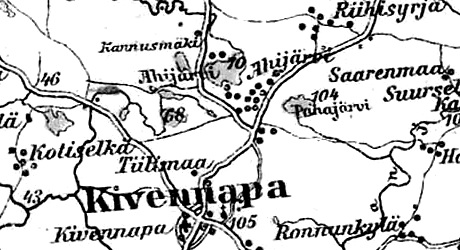
Земли деревни Ляхепелто на финской карте 1923 года

До 1939 года селение Ляхепелто входило в состав деревни Юлиярви волости Кивеннапа Выборгской губернии Финляндской республики.
Согласно данным 1966, 1973 и 1990 годов посёлок Чернявское входил в состав Первомайского сельсовета.
В 1997 году в посёлке Чернявское Первомайской волости проживали 4 человека, в 2002 году — 11 человек (русские — 91 %).
В 2007 году в посёлке Чернявское Первомайского СП проживали 3 человека, в 2010 году — также 3 человека.

## География
Посёлок расположен в южной части района на автодороге 41К-181 (Огоньки — Стрельцово — Толоконниково).
Расстояние до административного центра поселения — 5 км.
Расстояние до ближайшей железнодорожной станции Рощино — 24 км. 
Посёлок находится на северном берегу озера Чернявское.

## Демография
| 2007 | 2010 | 2017 | 2021 |
| ---- | ---- | ---- | ---- |
| 3    | →3   | →3   | ↗6   |

## Улицы
1-й Парковый переулок, 2-й Парковый переулок, Центральная.